# L'Évangile selon Pilate
L'Évangile selon Pilate est le deuxième roman écrit par l'auteur lyonnais Éric-Emmanuel Schmitt. Il est paru en 2000. Une adaptation de ses deux parties pour le théâtre est publiée sous le titre Mes évangiles.
Il raconte les événements de la fin de la vie de Jésus et des semaines suivantes à travers le regard de Jésus, puis celui du préfet Ponce Pilate,.

## Résumé
Première partie. Dans les jardins de Gethsemani, Jésus réfléchit à sa vie et aux derniers moments de son parcours. Surtout, il pense à ce qui arrivera le matin suivant. Quand les soldats viendront l'arrêter, le plan qu'il a mis au point avec Judas Iscariote pour faire connaître la parole de Dieu à tous, sera lancé. Mais Jésus doute : est-il vraiment le fils de Dieu ?
Deuxième partie. Le préfet romain, Ponce Pilate, explique par des lettres à son frère comment il a mené la mission de retrouver le cadavre d'un crucifié nommé Jésus. Cette disparition semble agiter les Juifs et la femme de Pilate qui a été convertie par le prophète en question.

## Adaptation théâtrale
Les deux parties du roman ont été adaptées pour le théâtre par Éric-Emmanuel Schmitt. Le texte des pièces a été publié fin 2004 sous le titre Mes Évangiles, au moment où le roman connaissait son édition en livre de poche.
L'auteur justifie l'aspect personnel de ses deux pièces dans sa préface : « N'avons-nous pas, tous, croyants ou incroyants, fabriqué un cinquième évangile ? Je préfère épaissir les mystères que les résoudre ».

### La Nuit des oliviers
La Nuit des oliviers reprend la première partie du roman en une pièce pour un seul acteur. Elle a été créée en janvier 2005 au théâtre Montparnasse à Paris, avec l'acteur Frédéric Quiring dans le rôle de Yéchoua, sur une mise en scène de Christophe Lidon.

### L'Évangile selon Pilate
Fin novembre et en décembre 2004, également au théâtre Montparnasse à Paris, l'Évangile selon Pilate a été mis en scène par Christophe Lidon, avec Jacques Weber (Pilate) et Erwan Daouphars (le scribe Sextus). La pièce dure environ 1h30.
Par rapport au roman, la pièce se concentre entièrement sur l'enquête de Pilate qui veut à tout prix retrouver le corps de Jésus et prouver une mascarade, évacuant les personnages secondaires, dont seuls certains apparaissent dans les récits de Pilate et de Sextus.

## Éditions
Édition imprimée originale
- Éric-Emmanuel Schmitt, L’Évangile selon Pilate, Paris, éd. Albin Michel, août 2000, 334 p., 130 × 200 mm (ISBN 2-226-11674-5 et 978-2-226-11674-1, OCLC 611230272).

Édition imprimée révisée
- Éric-Emmanuel Schmitt, L'Évangile selon Pilate suivi du Journal d'un roman volé, Paris, éd. Albin Michel, avril 2005, 369 p., 130 × 200 mm (ISBN 2-226-16709-9 et 978-2-226-16709-5, OCLC 469865199).

Édition imprimée au format de poche
- Éric-Emmanuel Schmitt, L'Évangile selon Pilate suivi du Journal d'un roman volé, Paris, Librairie générale française, coll. « Le Livre de poche », 18 janvier 2008, 288 p., 18 cm (ISBN 978-2-253-11604-2).

Captation
- Éric-Emmanuel Schmitt, La Nuit des oliviers, Chambray-lès-Tours, Copat, 14 juin 2006, 1 DVD, 1 h 17 min environ.
- Éric-Emmanuel Schmitt, L'Evangile selon Pilate, Chambray-lès-Tours, Copat, 14 juin 2006, 1 DVD, 1 h 30 min environ.

## Prix et récompenses
Le roman, publié en 2000, fait partie de la deuxième sélection du Prix de l'Interallié (2000). Il échoue également à convaincre le jury du Prix du grand roman de l’Académie française (2000).